# Solitanea defricata
Solitanea defricata är en fjärilsart som beskrevs av Rudolf Püngeler 1904. Solitanea defricata ingår i släktet Solitanea och familjen mätare. Inga underarter finns listade i Catalogue of Life.